# Brozany nad Ohří
Brozany nad Ohří är en köping i Tjeckien. Den ligger i regionen Ústí nad Labem, i den norra delen av landet. Brozany nad Ohří ligger 154 meter över havet och antalet invånare är 1 312.